# Matthäus Kronberger
Matthäus Kronberger SOCist., auch Matthäus Kramperger, (* 1434 in Aspern, Niederösterreich; † 12. März 1492) war ein österreichischer Zisterzienser und Abt des Stiftes Heiligenkreuz.
Matthäus trat in das Stift Heiligenkreuz ein, legte 1458 die Profess ab und feierte 1461 seine Primiz. In den Jahren 1471 bis 1478 fungierte er als Kellermeister und am 3. Mai 1478 wurde er nach dem Tod seines Vorgängers Abt Georg IV. „einstimmig“ zum Abt gewählt. Während seines Abbatiats hatte Matthäus mit Plünderungen und Verwüstungen des Stifts zu kämpfen. Er liegt im Kapitelsaal des Stifts begraben.